# Bežigrad (Ljubljana)

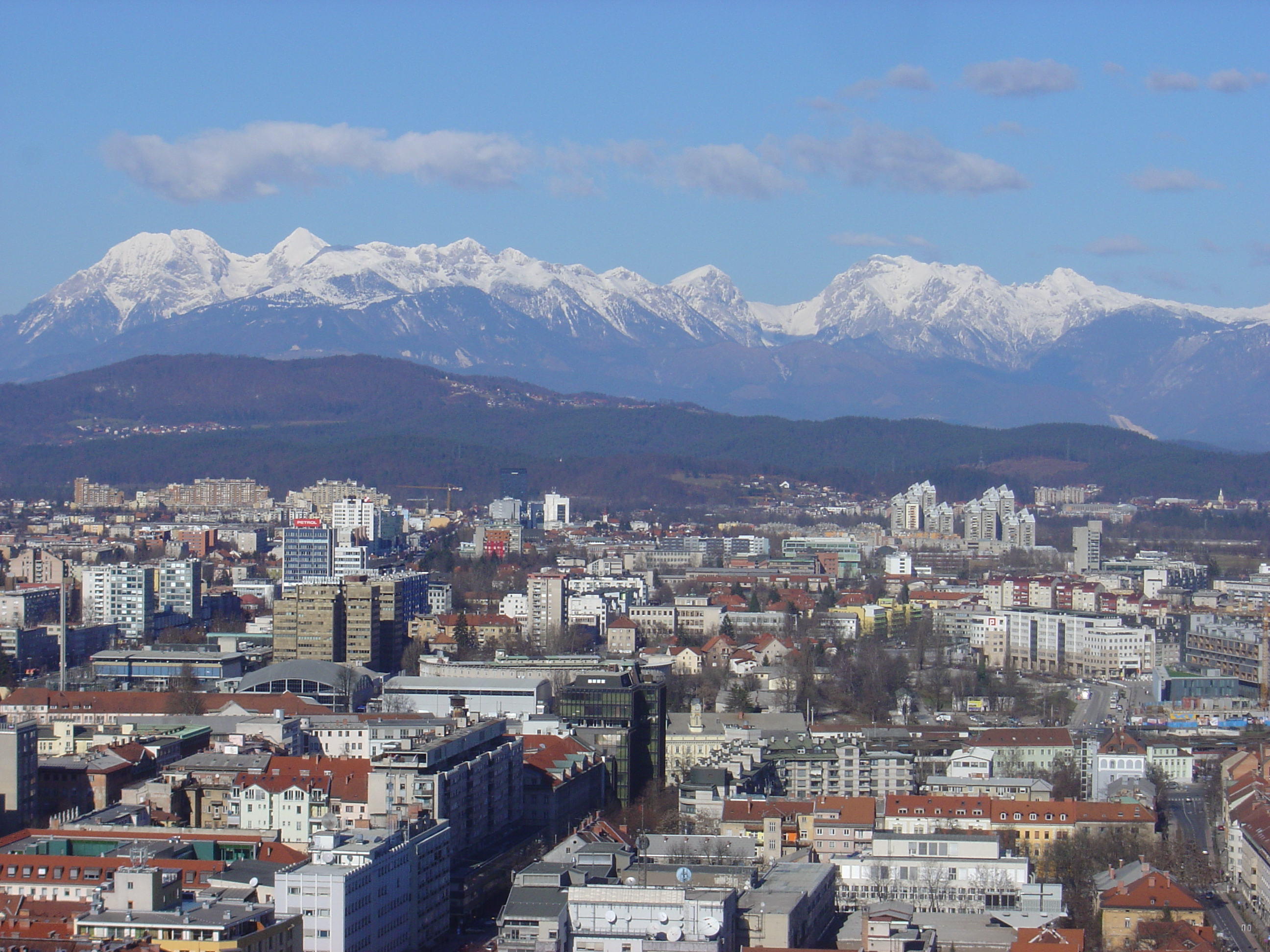
De noordelijke grens van het centrum van Ljubljana (voorgrond) en Bežigrad (midden) onder de Kamnische Alpen.

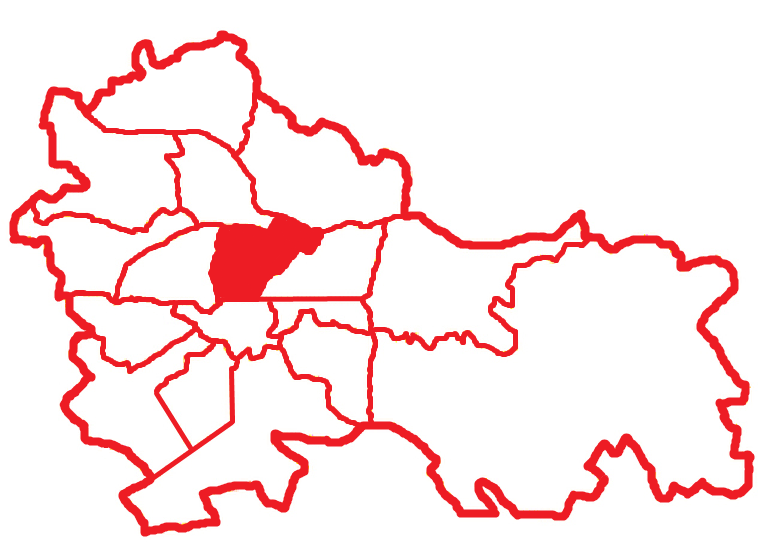
Indeling van de hoofdwijken van Ljubljana. Bežigrad is rood ingekleurd

Bežigrad is een wijk van Ljubljana, de hoofdstad van Slovenië. De wijk ligt in het noordelijke stadsdeel.
Bežigrad bestrijkt het gebied tussen de voormalige Zuidelijke Spoorweg in het zuiden, de voormalige Rudolfsbahn naar Gorenjska en Kamnik in het westen, de noordelijke ringweg (snelweg H3) van Ljubljana in het noorden en de weg Šmartinska cesta richting de centrale begraafplaats Žale in het oosten. Het strekt zich aan beide zijden van Dunajska Cesta ("Weense Straat"), de centrale as en de belangrijkste verkeersader. In nauwere zin omvat het de buurten (oud) Bežigrad, Brinje, BS3 ("Bežigrad buurt nummer 3"), Nove Stožice en Savsko Naselje. In bredere omvat Bežigrad ook de noordelijke voorsteden van Ljubljana Stožice, Ježica en Črnuče.
Bežigrad is vooral een woonwijk. Langs Dunajska Cesta zijn er een aantal delen met een hoge concentratie winkels en bedrijven. Er is een kleine industriële zone in het noordwesten van de wijk. De gebouwen zijn over het algemeen laag (tot zes verdiepingen) en eengezinswoningen en rijtjeshuizen overheersen. Grote concentraties appartementsgebouwen zijn te vinden aan de oostelijke rand van de wijk aan de grens met Nove Stožice en Savsko Naselje. Bežigrad is een van de groenste wijken van Ljubljana.
Belangrijke instellingen en kenmerken van Bežigrad zijn onder andere het Bežigradstadion, ontworpen door Jože Plečnik, het Bežigradgymnasium, de begraafplaats Navje, Plečniks onafgemaakte "Akademski kolegij" (bestemd om te dienen als de Baraga-seminarie) en de begraafplaats Žale. De moskee van Ljubljana moet ook worden gebouwd in de wijk. Het oudere deel van Bežigrad heeft veel mooie grote huizen uit het interbellum. De straat Hranilniška Ulica ("Spaarbankstraat") onderscheidt zich in het bijzonder. Het is de oudste straat in Bežigrad, aangelegd in de jaren 1880.